# جاير أمادور
جاير أمادور (21 أغسطس 1989 بلشبونة في البرتغال - ) هو لاعب كرة قدم برتغالي في مركز الدفاع. لعب مع نادي هويسكا.

## روابط خارجية
- جاير أمادور على موقع قاعدة بيانات كرة القدم.إي يو (الإنجليزية)
- جاير أمادور على موقع Soccerway.com (الإنجليزية)
- جاير أمادور على موقع AS.com (الإسبانية)